# Вахеоя Марія
Марія (Маріе) Юріївна Вахеоя (1895, село Курла Кабальської волості Феллінського повіту Ліфляндської губернії, тепер волості Тюрі повіту Ярвамаа, Естонія — 1981, тепер волость Тюре повіту Ярвамаа, Естонія) — радянська естонська діячка, голова колгоспу «Есімене Май» Вільяндімаського повіту. Депутат Верховної Ради СРСР 3-го скликання.

## Життєпис
Народилася в родині наймита. У 1908 році закінчила Алавереську початкову школу.
Через важкі нестатки з 1908 по 1940 рік наймитувала у заможних селян. Мати одинадцятьох дітей.
Під час німецько-радянської війни була евакуйована до Теренгульського району Ульяновської області РРФСР, працювала в колгоспі «Комінтерн». У 1944 році повернулася до Естонської РСР.
З 1944 року — селянка села Соомевере волості Кио Вільяндімаського повіту; голова жіночої комісії сільради Соомевере. Брала активну участь у колективізації волості Кио Вільяндімаського повіту.
З 23 квітня 1948 року — голова колгоспу «Есімене Май» волості Кио Вільяндімаського повіту.
Член ВКП(б) з 1949 року.
Подальша доля невідома. На 1963 рік працювала у сільськогосподарському відділі Пайдеського районного комітету КП Естонії.
Померла у 1981 році. Похована у Пилтсамаа.

## Нагороди
- орден Трудового Червоного Прапора (1950)
- орден «Мати-героїня»
- медалі